# Provincia di Treviso (Lombardo-Veneto)
La provincia di Treviso era una provincia del Regno Lombardo-Veneto, esistita dal 1816 al 1866.
Capoluogo era la città di Treviso.

## Storia
La provincia fu creata nel 1816 all'atto della costituzione del Regno Lombardo-Veneto, succedendo al dipartimento del Tagliamento di epoca napoleonica.

### Suddivisione amministrativa
La provincia era suddivisa in dieci distretti e centoquattro comuni:
- distretto I di Treviso
  - Breda, Canizzan[2], Carbonera, Casale, Casier, Istrana, Maserada, Melma, Mogliano, Monastier, Morgan, Padernello[3], Paese, Ponzano, Povegliano, Preganziol, Quinto, Roncade, San Biagio di Callalta, Spercenigo[4], Spresiano, Treviso, Villorba, Zenson
- distretto II di Oderzo
  - Cimadolmo, Fontanelle d'Oderzo, Mansuè, Oderzo, Ormelle, Piavon di Motta[5], Ponte di Piave, Portobuffolé, Salgareda, San Polo
- distretto III di Motta
  - Cessalto, Chiarano di Motta, Gorgo, Meduna, Motta
- distretto IV di Conegliano
  - Codognè, Conegliano, Gajarine, Godega, Maren, Orsago, Refrontolo, San Fior di sopra, Santa Lucia, San Pietro di Feletto, San Vendemiano, Susigana, Vazzola
- distretto V di Serravalle
  - Cappella, Cison, Follina di Maren, Fregona, Lago[6], Revine[6], Sarmede, Serravalle[7]
- distretto VI di Ceneda
  - Ceneda[7], Colle, Cordignano, Pieve di Soligo, San Giacomo di Veglia[7], Tarzo
- distretto VII di Valdobbiadene
  - Farra, Miane, Moriago, San Pietro di Barbozza[8], Segusino, Sernaglia, Valdobbiadene, Vidor
- distretto VIII di Montebelluna
  - Arcade, Caerano, Cornuda,[9] Fossalunga[10], Montebelluna, Nervesa, Pederobba, Trevignan di Campagna, Volpago
- distretto IX di Asolo
  - Altivole, Asolo, Borso, Castelcucco, Cavaso, Crespano, Fonte, Maser, Monfumo, Paderno, Possagno, San Zenon di sopra
- distretto X di Castelfranco
  - Albaredo[10], Castelfranco, Godega, Loria, Resana, Riese, Salvarosa[11], Sant'Andrea oltre il Musone[11], Vedelago

Inizialmente, la provincia andò a coincidere con l'antico dipartimento del Tagliamento, ma l'8 febbraio 1818 si ebbe una generale riorganizzazione del Veneto che portò alla situazione sopra descritta.
Nel 1853 vi furono ulteriori modifiche, con la riduzione a otto i distretti (con la scomparsa di Motta e di Serravalle, passate rispettivamente a Oderzo e a Ceneda) e l'aggregazione del comune di Zero Branco, già in provincia di Padova.

### Passaggio al Regno d'Italia (1866)
Nel 1866, in seguito alla terza guerra d'indipendenza, il Veneto fu annesso al Regno d'Italia, lasciando invariata la perimetrazione delle province, ordinate secondo le disposizioni del Decreto Rattazzi emanato nel 1859 dal governo sabaudo.